# Mokobody
Mokobody is een dorp in de Poolse woiwodschap Mazovië. De plaats maakt deel uit van de gemeente Mokobody en telt 1600 inwoners.